# Catasetum cochabambanum
Catasetum cochabambanum là một loài thực vật có hoa trong họ Lan. Loài này được Dodson & R.Vásquez mô tả khoa học đầu tiên năm 1989.